# Rio Manso
Rio Manso é um município brasileiro do estado de Minas Gerais, localizado na Região Metropolitana de Belo Horizonte. Localiza-se a 63 km de Belo Horizonte. Sua população recenseada em 2022 era de 5 568 habitantes.

## História
Rio Manso tem sua origem relacionada à ocupação inicial de Minas Gerais ocorrida no século XVII e início do século XVIII no Vale do Rio Paraopeba. O nome do município deve-se ao rio que o corta no sentido sul/norte. Ao longo do percurso repleto de curvas do Rio Manso, águas mansas e tranqüilas oferecem vastas áreas planas ideais para a agricultura e pecuária.
A cidade passou por uma grande mudança após a instalação da Barragem da Copasa, quando os moradores da Cachoeira dos Antunes foram desapropriados. Após a barragem, a comunidade elegeu prefeito o Sr. Adair Dornas dos Santos, um ex-morador da Cachoeira.

## Geografia
Sua população recenseada em 2010 era de 5 276 habitantes. e em 2022 era de 5 568 habitantes.

## Turismo
O município integra o circuito turístico Veredas do Paraopeba. Os principais eventos são:
- Rodeio de Rio Manso: Realizado anualmente, o Rodeio de Rio Manso conta sempre com a presença de artistas de renome nacional do mundo sertanejo.
- Festa de Nossa Senhora das Graças ( ocorre entre o mês de maio ): realizado no distrito de Sousa, a festa de Nossa Senhora das Graças, festa religiosa que conta com shows e veneração a santa.

- Festa da Couve Flor ( Primeira semana de Agosto ): Festival sertanejo com artistas da região, danças folclóricas, torneios de futebol e outras atrações.

- Festa de Santa Luzia ( 4 a 13 de dezembro ): Durante a Festa de Santa Luzia (a Padroeira da cidade) milhares de pessoas prestigiam as apresentações de grupos folclóricos e outras atrações.

- Festa de Santo Antônio ( de 31 de maio a 13 de junho ): Festa regional de periodicidade anual que acontece no distrito de Bernardas, uma das melhores e mais bonitas festas religiosas da região.

- Festa de Santa Cruz ( 3 de maio ): Festa religiosa que ocorre no distrito de Bernardas.

- Festa de Nossa Senhora de Santana: Festa religiosa que ocorre em Grotas.

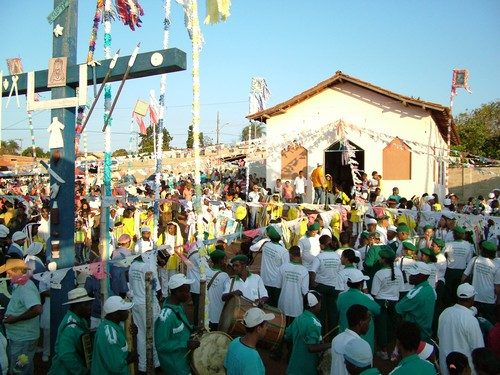
Apresentação de congado.

- Festa de Nossa Senhora do Rosário: Festa religiosa que ocorre no bairro de Pequi. Durante as comemorações ocorrem apresentações de danças folclóricas (congado).

- Festa de Nossa Senhora do Perpétuo Socorro: Festa religiosa que ocorre no bairro de Nova Cachoeira.

- Festa de São Bento: Festa religiosa que ocorre em Biquinha de Pedra.

- Festa do Biscoito ou Festa de Santo Antonio.: Festa religiosa que acontece no Povoado de Lamas, sempre com biscoitos caseiros grátis para todos os participantes e presentes. Envolve toda a comunidade.

- Festa de São Geraldo: Festa religiosa que ocorre em Viamão.

- Festa de São Judas Tadeu: Festa religiosa que ocorre em Canelas.

- Festa de Sebastião: Festa religiosa que ocorre em Morro da Onça.

- Festa de São Vicente: Festa religiosa que ocorre em Atrás da Serra.

- Festa de São Rafael: Festa religiosa que ocorre em Baú.